# سچنی
سِچِنْیْ (به مجاری:  Szécsény) یک منطقهٔ مسکونی در مجارستان است که در نوگراد است و ۴۵٫۸۳ کیلومتر مربع مساحت و ۵٬۹۳۷ نفر جمعیت دارد.

## خواهرخوانده
شهر کودویگو خواهرخواندهٔ سچنی هست.